# Zumba à Madagascar
 (avril 2025).
Motif : Pas de sources secondaires centrées
- Archive Wikiwix
- Bing
- Cairn
- DuckDuckGo
- E. Universalis
- Gallica
- Google
- G. Books
- G. News
- G. Scholar
- Persée
- Qwant
- (zh) Baidu
- (ru) Yandex

| 1. | Préciser le motif de la pose du bandeau. | Précisez le motif de la pose du bandeau en utilisant la syntaxe suivante : {{admissibilité à vérifier\|date=mai 2025\|motif=remplacez ce texte par le motif}}                           |
| 2. | Informer les utilisateurs concernés.     | Pensez à avertir le créateur de l'article, par exemple, en insérant le code ci-dessous sur sa page de discussion : {{subst:avertissement admissibilité à vérifier\|Zumba à Madagascar}} |

 (mai 2025).
Le Zumba à Madagascar est une activité physique et de loisir en plein essor, particulièrement appréciée dans les centres urbains et les établissements sportifs. Mélange de danse et de fitness, elle séduit un public varié et contribue à promouvoir le bien-être et la santé.

## Introduction et développement
La Zumba a été introduite à Madagascar au début des années 2010 à travers des cours collectifs organisés dans les salles de sport et lors d’événements en plein air. Le concept, importé d’Amérique latine, s’est rapidement popularisé grâce à des démonstrations publiques et à la médiatisation des bienfaits de cette pratique sportive.

## Organisations et événements
Plusieurs associations sportives et clubs privés organisent des séances régulières et des masterclass dans les grandes villes, notamment à Antananarivo, Toamasina, Mahajanga et Antsirabe. Des événements annuels rassemblant des centaines de participants, comme le Zumba Fitness Party, sont également organisés pour promouvoir la discipline.

## Impacts et popularité
La pratique de la Zumba est aujourd’hui encouragée comme activité physique accessible à tous, contribuant à lutter contre la sédentarité et à renforcer la cohésion sociale. Elle séduit un large public, des jeunes aux seniors, et s’intègre aussi dans certains programmes de bien-être en entreprise et dans les établissements scolaires.